# NucleaRDB
NucleaRDB ist eine Online-Datenbank für Rezeptoren von Steroidhormonen. Sie führt Daten über die von einem Rezeptor gebundenen DNA-Sequenzen, die Affinitäten von Liganden und Mutationen.